# Đấu củng

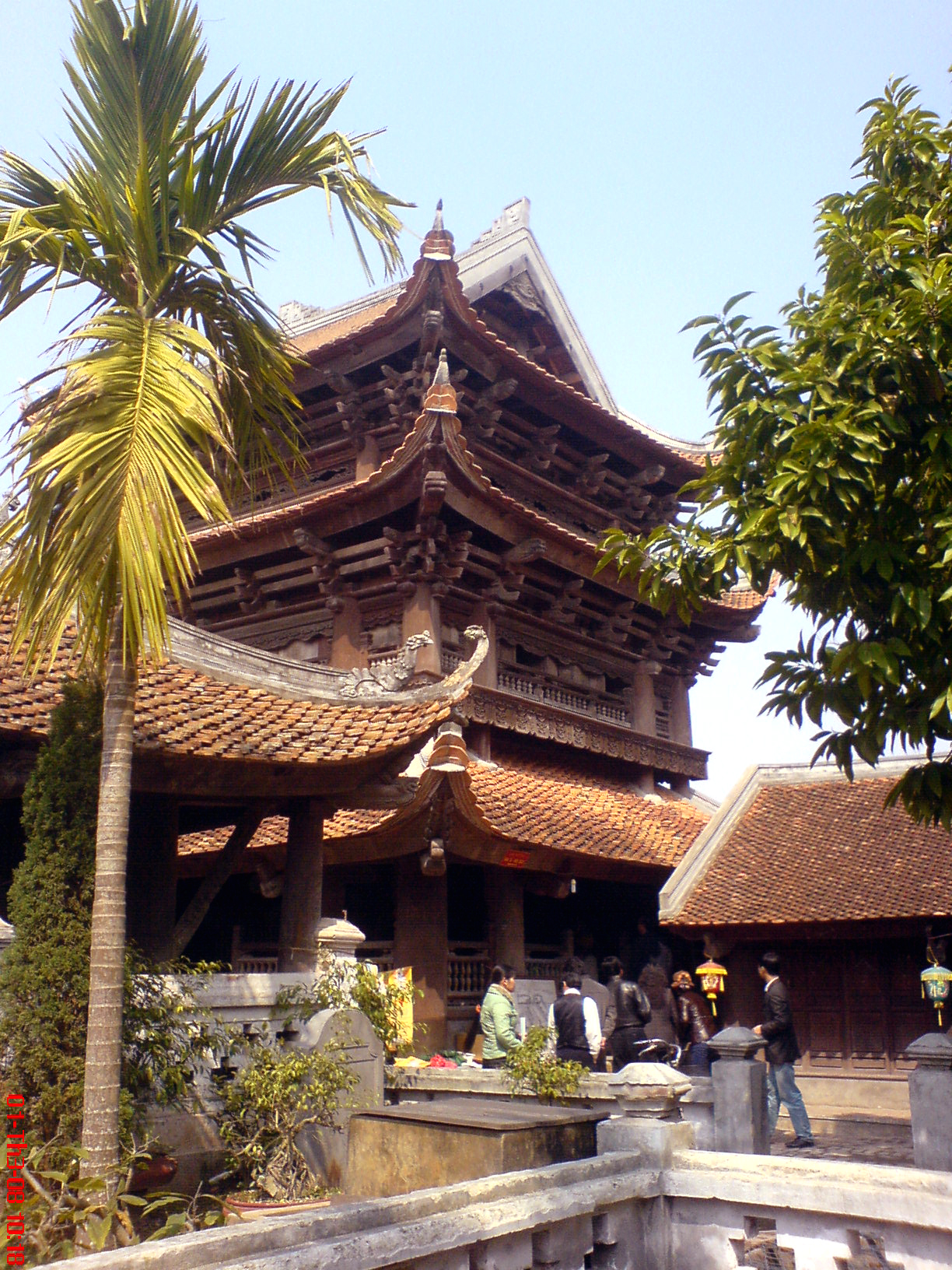
Đấu củng tại chùa Keo, Thái Bình, một trong số ít đấu củng còn xuất hiện trên các công trình kiến trúc cổ truyền Việt Nam.

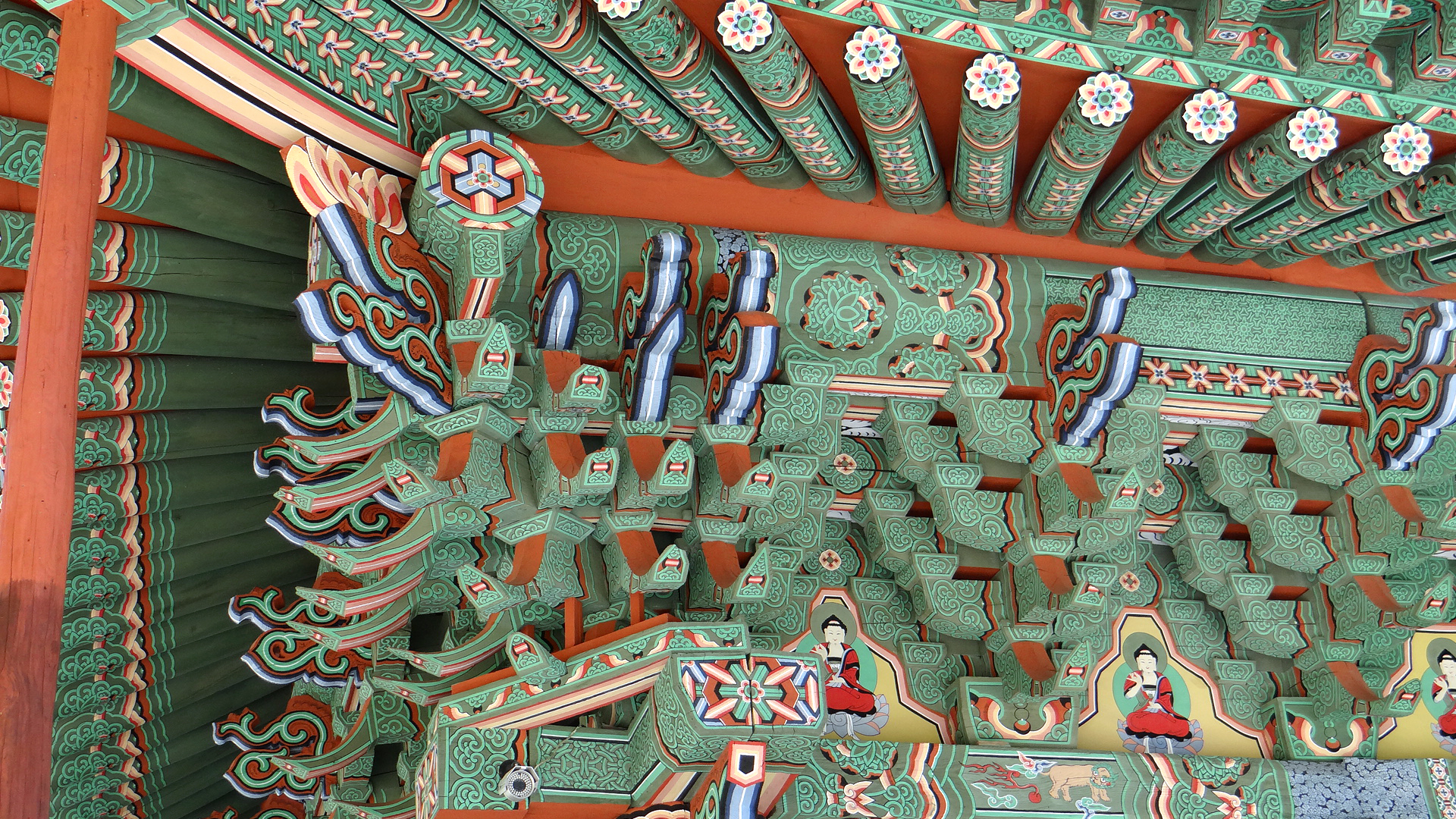
Đấu củng đỡ hiên được trang trí sặc sỡ tại Khai Nham tự (Gaeamsa), Hàn Quốc.

Đấu củng (tiếng Trung: 斗拱; bính âm: dǒugǒng) là một yếu tố cấu trúc độc đáo được cấu tạo từ một bộ các khối gỗ (đấu) và các tay xà ngắn (củng) được cắt gọt sao cho khi chồng lên chúng sẽ đan cài vào nhau để tạo thành một khối thống nhất. Kết cấu này được coi là một trong những yếu tố quan trọng nhất trong kiến trúc truyền thống Á Đông.
Đấu củng lần đầu tiên được sử dụng trong các công trình kiến trúc vào những thế kỷ cuối TCN và phát triển thành một mạng lưới cấu trúc nối các cột với khung của mái nhà. Đấu củng được sử dụng rộng rãi tại Trung Quốc cổ đại vào thời Xuân Thu (770–476 TCN) và phát triển đến mức hoàn thiện và đỉnh cao vào thời Đường và Tống. Nhờ vào trình độ thủ công cao, các thành phần có thể nối lại bằng các khớp với nhau mà không cần sử dụng đinh ốc hay keo dán. Sau thời nhà Tống, các bộ giá đỡ và bộ khung mang ý nghĩa trang trí hơn khi được sử dụng trong các cấu trúc nguy nga và các công trình tôn giáo quan trọng, không còn mang vai trò như Đấu củng truyền thống.

## Chức năng

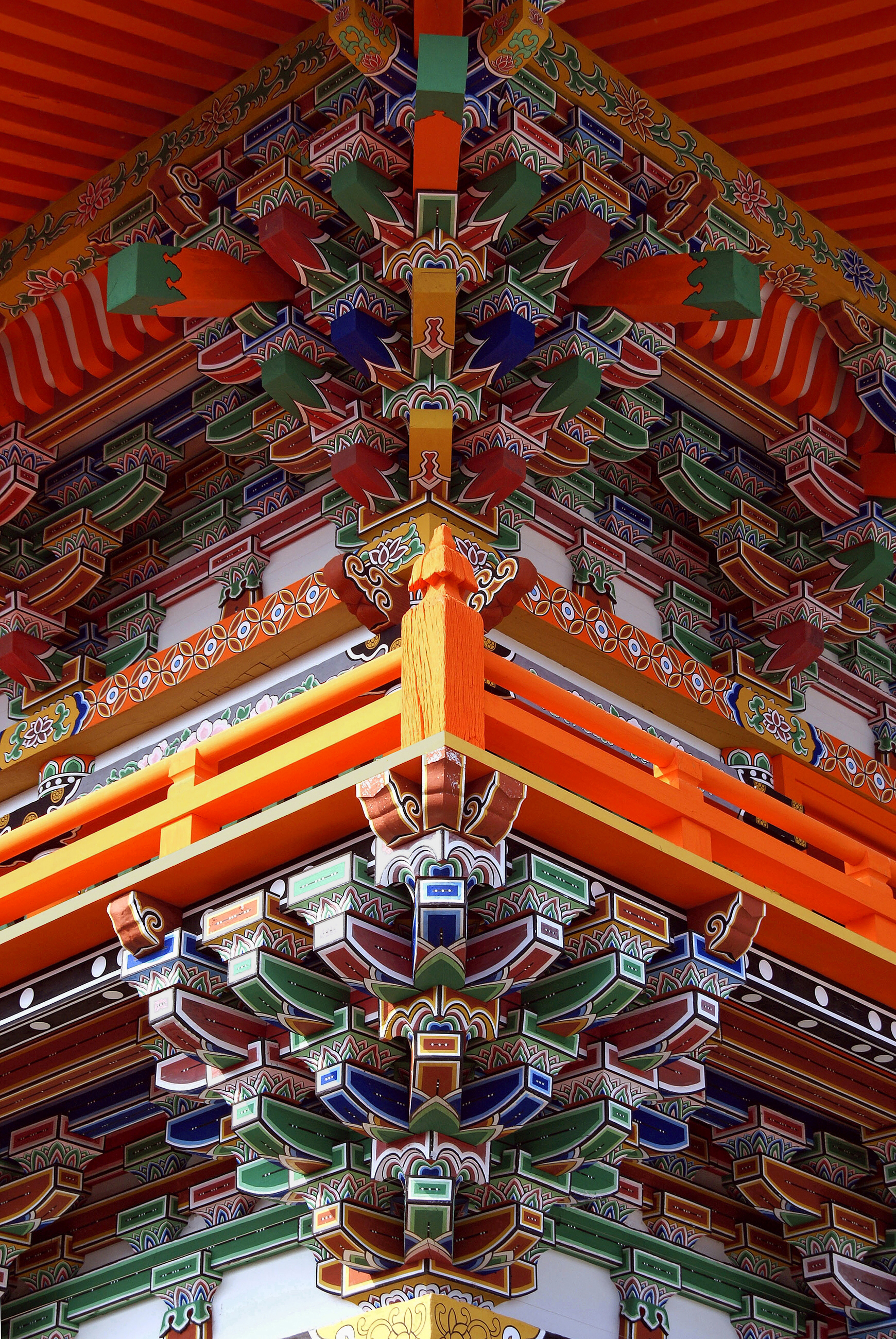
Đấu củng đỡ hiên được trang trí sặc sỡ tại gác chuông của Tửu Kiến tự, Hyōgo, Nhật Bản

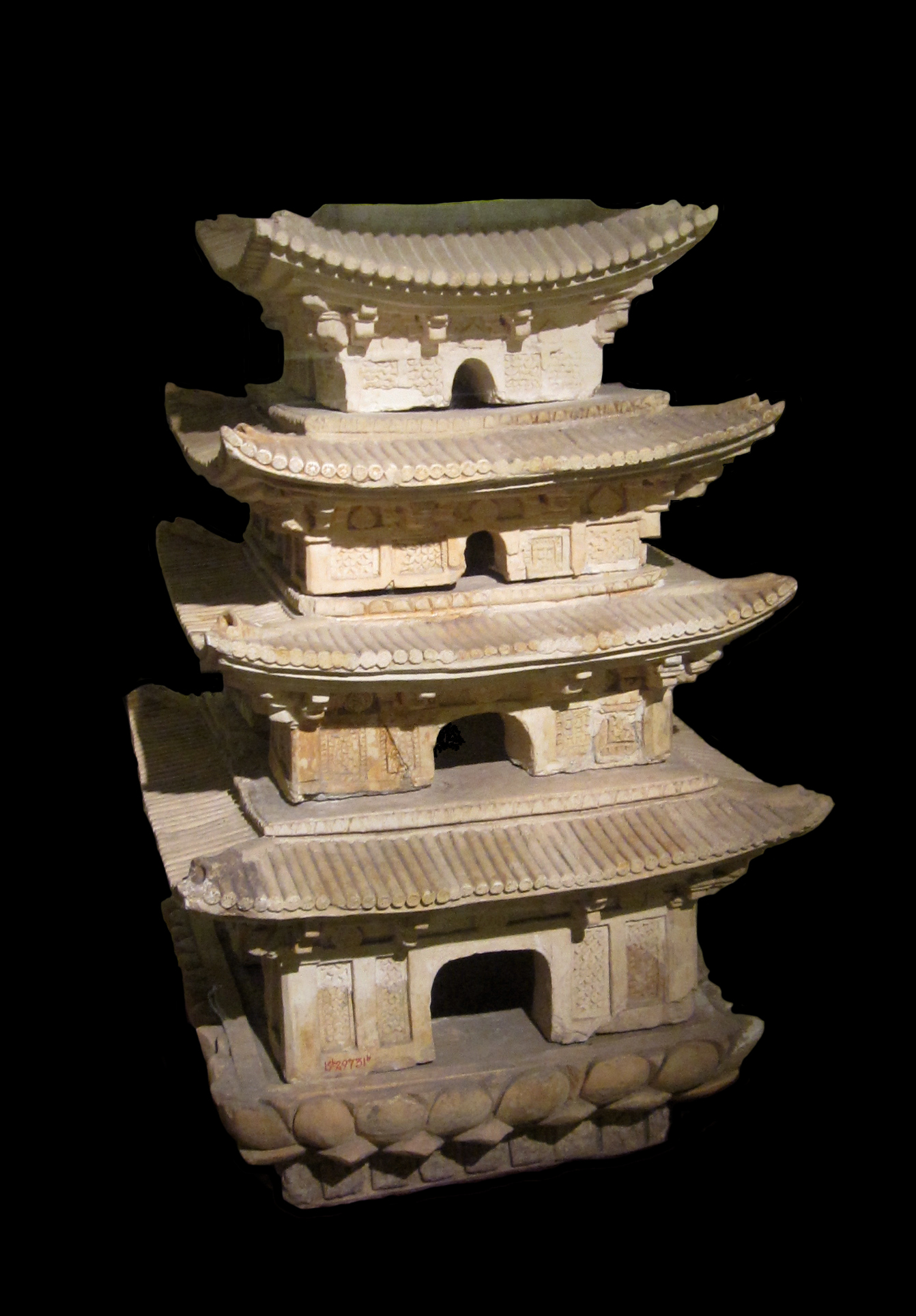
Tượng tháp chùa, cổ vật thời Lý khai quật tại khu di tích Hoàng Thành Thăng Long. Thấy rõ kết cấu đấu-củng, mái lợp ngói âm dương.

Đấu củng là kết cấu đỡ mái theo hình dạng chống rường và là một thành phần không thế thiếu trong một kiến trúc nhà gỗ cổ truyền Trung Hoa khi tường, cửa chính và cửa sổ không phải là cấu trúc chịu tải và đôi lúc được làm bằng lưới, bùn hoặc các chất liệu thanh mảnh khác. Tường trong kiến trúc Trung Quốc truyền thống có chức năng phân định không gian trong cấu trúc chứ không phải để trợ lực.
Trong một cấu trúc gỗ có phần dưới là các trụ cột và phần trên là các thanh xà, thì phần liên kết chúng (còn gọi là mái chìa, hay mái nhô) là vô cùng quan trọng. Đây là bộ phận đặc biệt của đấu củng, một yếu tố cấu trúc độc đáo của các rầm chia gỗ đan cài với nhau. Để tạo bộ rầm chia đan cài với nhau, người ta đặt một khối gỗ lớn (đấu) trên một cái cột để làm thành một bệ đỡ cứng chắc cho các rầm chia hình cung (củng). Các củng này đến lượt nó sẽ nâng đỡ cho thanh xà hoặc một cái củng khác phía trên.
Vào thời nhà Minh đã xuất hiện các kết cấu gỗ khác hỗ trợ đấu củng đỡ mái. Điều này cho phép đấu củng mang thêm một yếu tố trang trí và các bộ khung trở nên nhỏ hơn và nhiều hơn. Chùa Báo Ân ở Tứ Xuyên là một ví dụ điển hình cho phong cách đấu củng đời nhà Minh. Nó có bốn mươi tám loại và 2.200 bộ đấu củng khác nhau để đỡ mái và trang trí. Đây là một quần thể tu viện thế kỷ 15 được bảo tồn tốt nằm ở phía tây bắc tỉnh Tứ Xuyên, Trung Quốc. Ngôi chùa được xây dựng từ năm 1440 đến 1446 dưới triều vua Minh Anh Tông (1427–64).
Dù không cần dùng keo hay đinh ốc để nối chúng lại với nhau nhưng việc lắp đặt các thanh gỗ theo đúng khuôn, ăn khớp nhịp nhàng tạo thành một hệ thống vững chắc và linh hoạt nên khi xảy ra động đất, kết cấu này vẫn giữ vững mái nhà và khung nhà. Trong bộ phim tài liệu Secrets of China's Forbidden City của đài BBC, người ta đã sử dụng một mô hình có tỷ lệ 1:5 và một máy lắc động đất để đo độ bền của các công trình sử dụng đấu củng. Kết quả đã cho thấy, mô hình với kết cấu đấu củng có thể chịu cường độ của trận động đất lên tới 10,1 độ Richter mà không hề sập.

## Đấu củng tại Việt Nam
Các bằng chứng khảo cổ tại khu vực Hoàng thành Thăng Long đủ chứng minh sự xuất hiện của đấu củng trong kiến trúc thời Lý – Trần. Ngoài ra, công trình của nhà nghiên cứu Nhật Bản Tomoda Masahiko và Shimizu Shinichi về một số mô hình kiến trúc bằng đất nung từ thời Trần cho thấy kiến trúc thời Lý có hệ thống khung giá đỡ là hệ đấu củng giống như kiến trúc gỗ tại các cung điện của Trung Quốc hay Nhật Bản, Hàn Quốc. Hiện nay, kết cấu đấu củng còn tồn tại trên một số công trình cổ như gác chuông chùa Keo, hậu cung chùa Bối Khê hay cổng Tam quan chùa Kim Liên.

## Hình ảnh

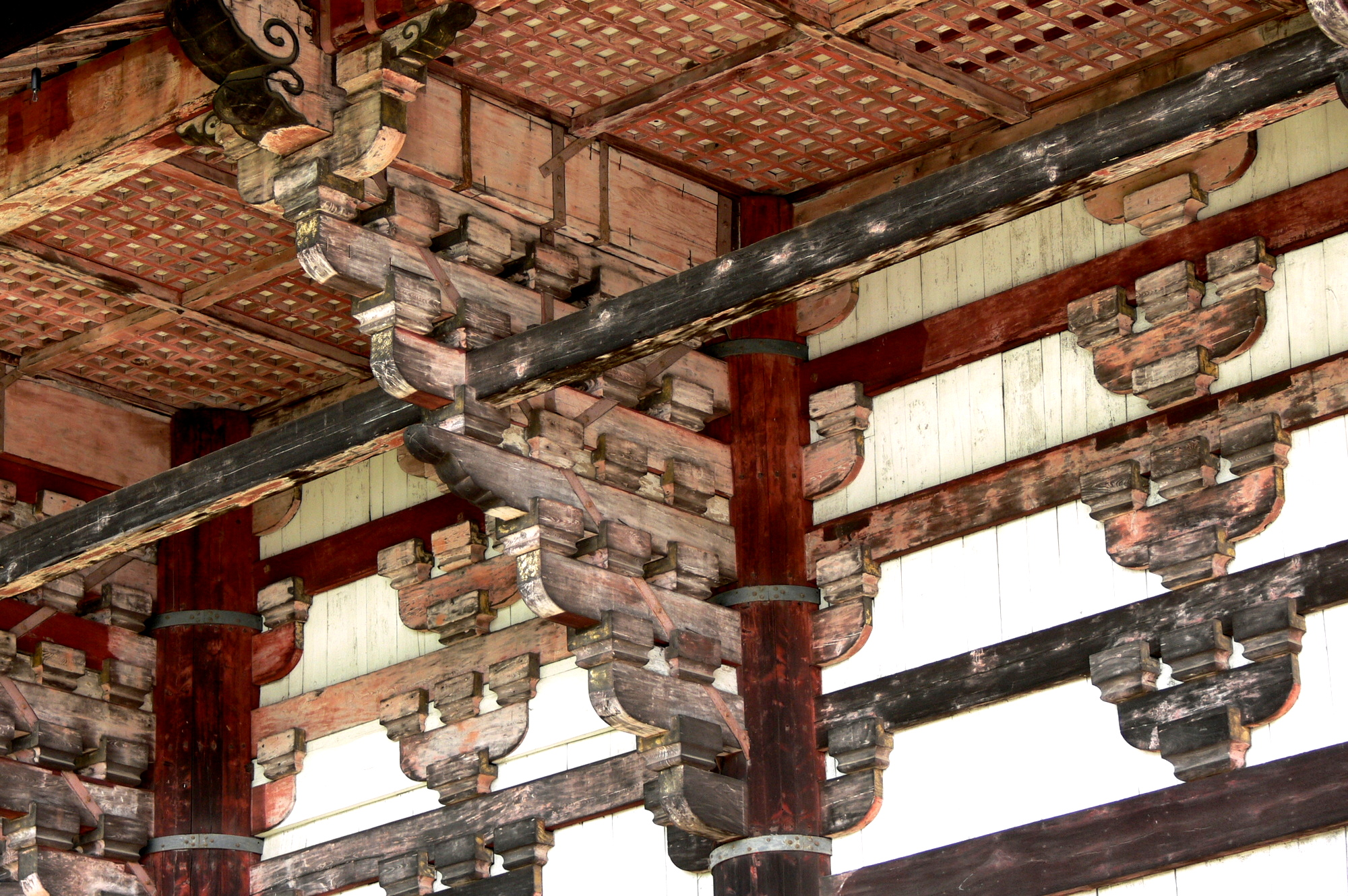
Đấu củng tại Đông Đại tự, Nại Lương, Nhật Bản.
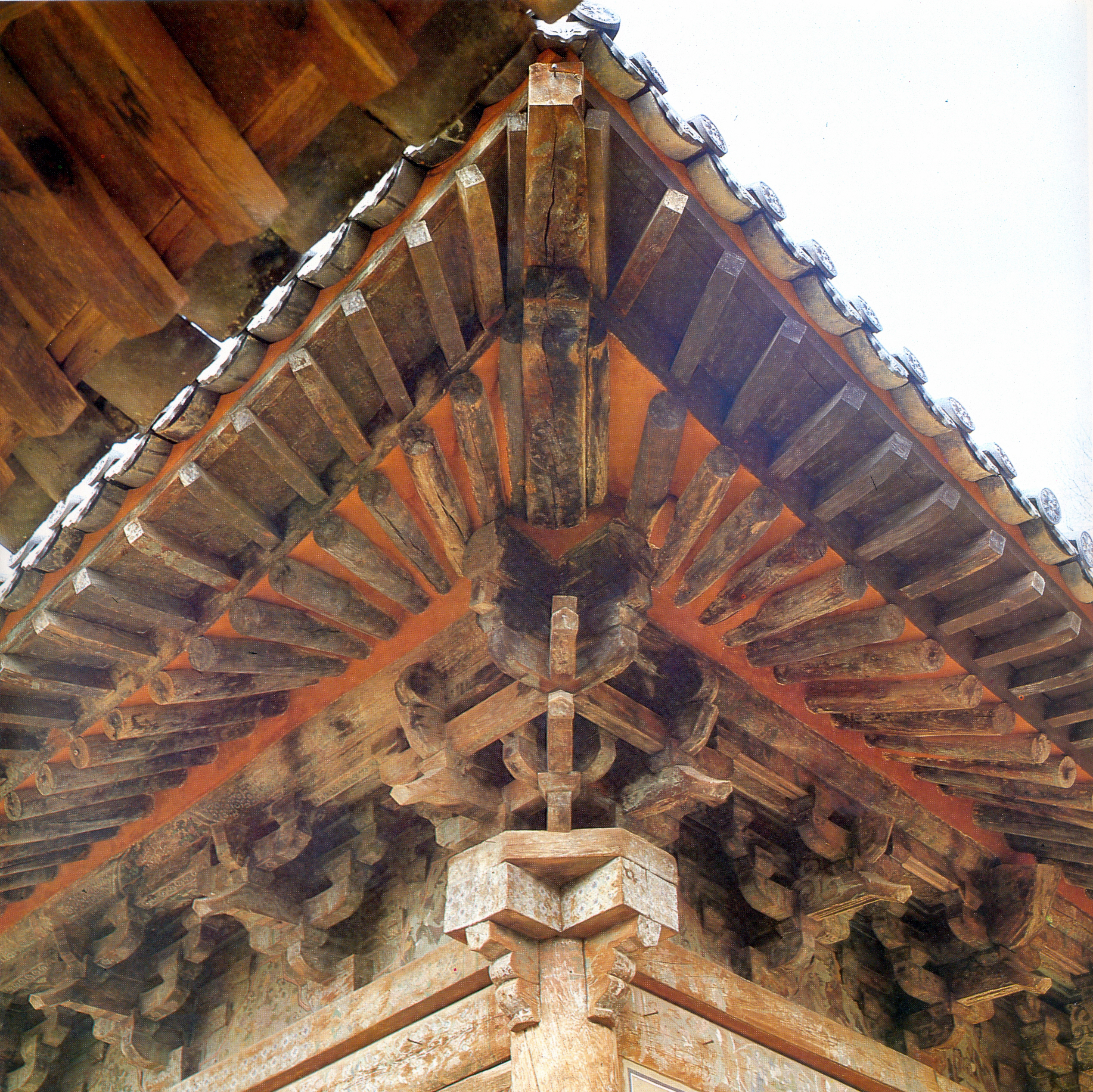
Phượng Đình tự, An Đông, Khánh Thượng Bắc, Hàn Quốc.
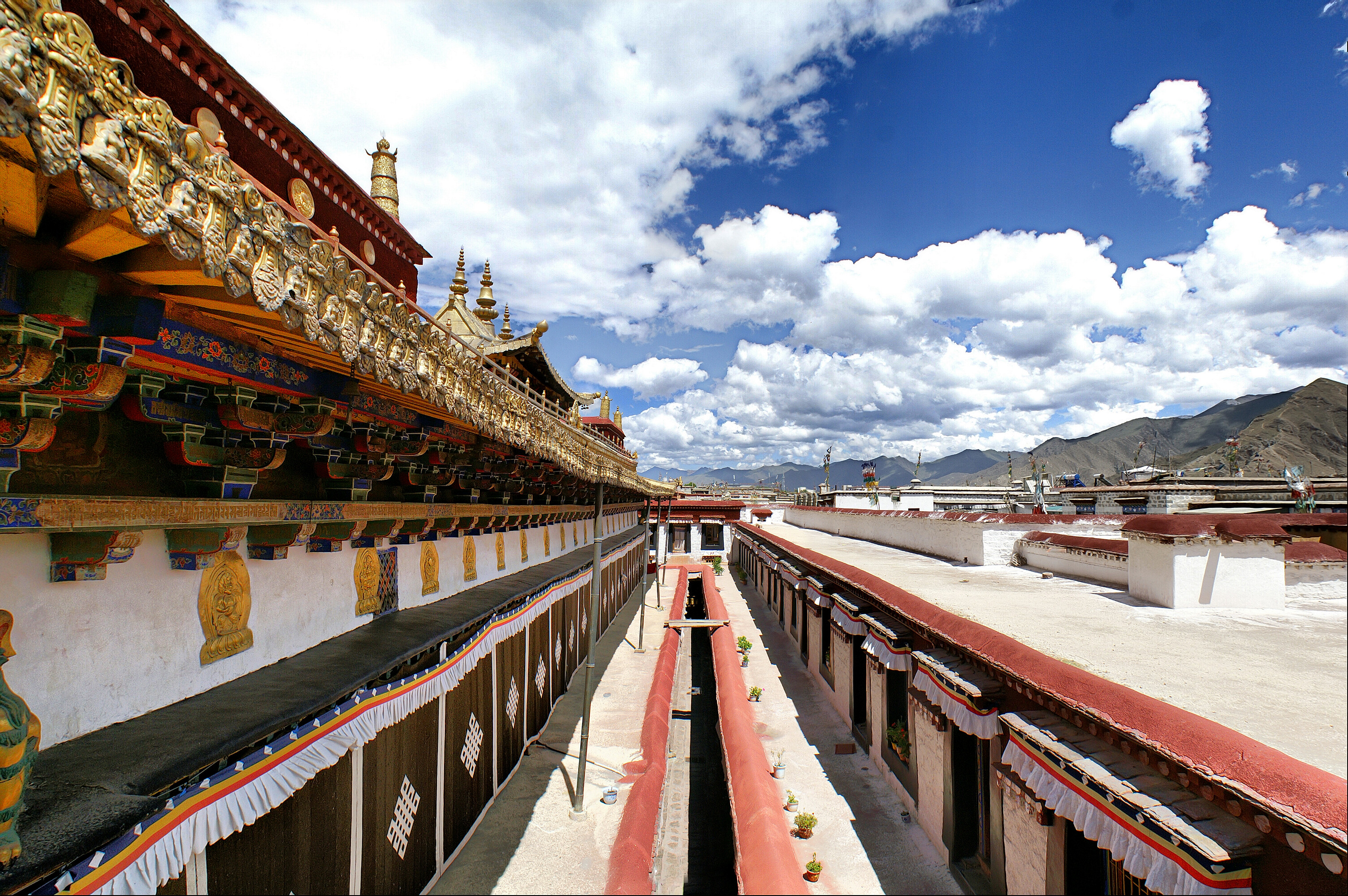
Đấu củng tại tu viện Jokhang (Đại Chiêu tự), Tây Tạng.
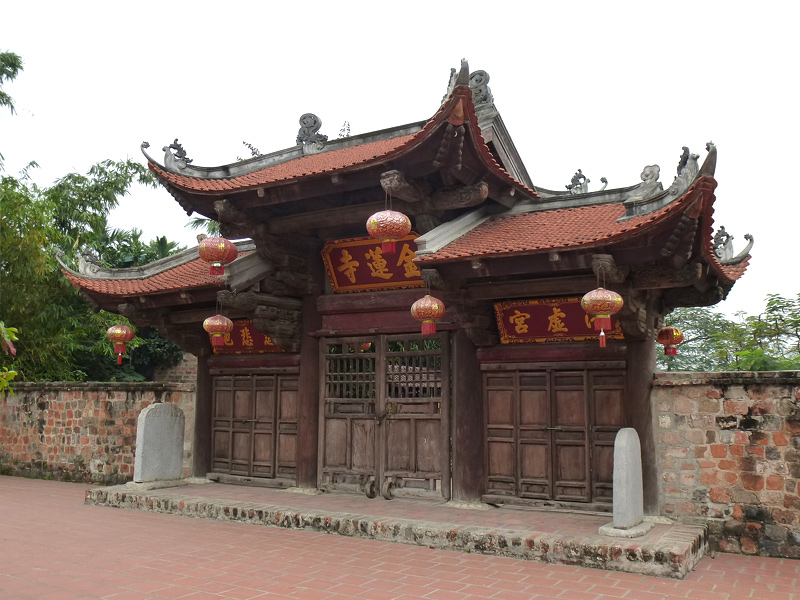
Đấu củng tại cổng Tam quan Kim Liên tự, Hà Nội.
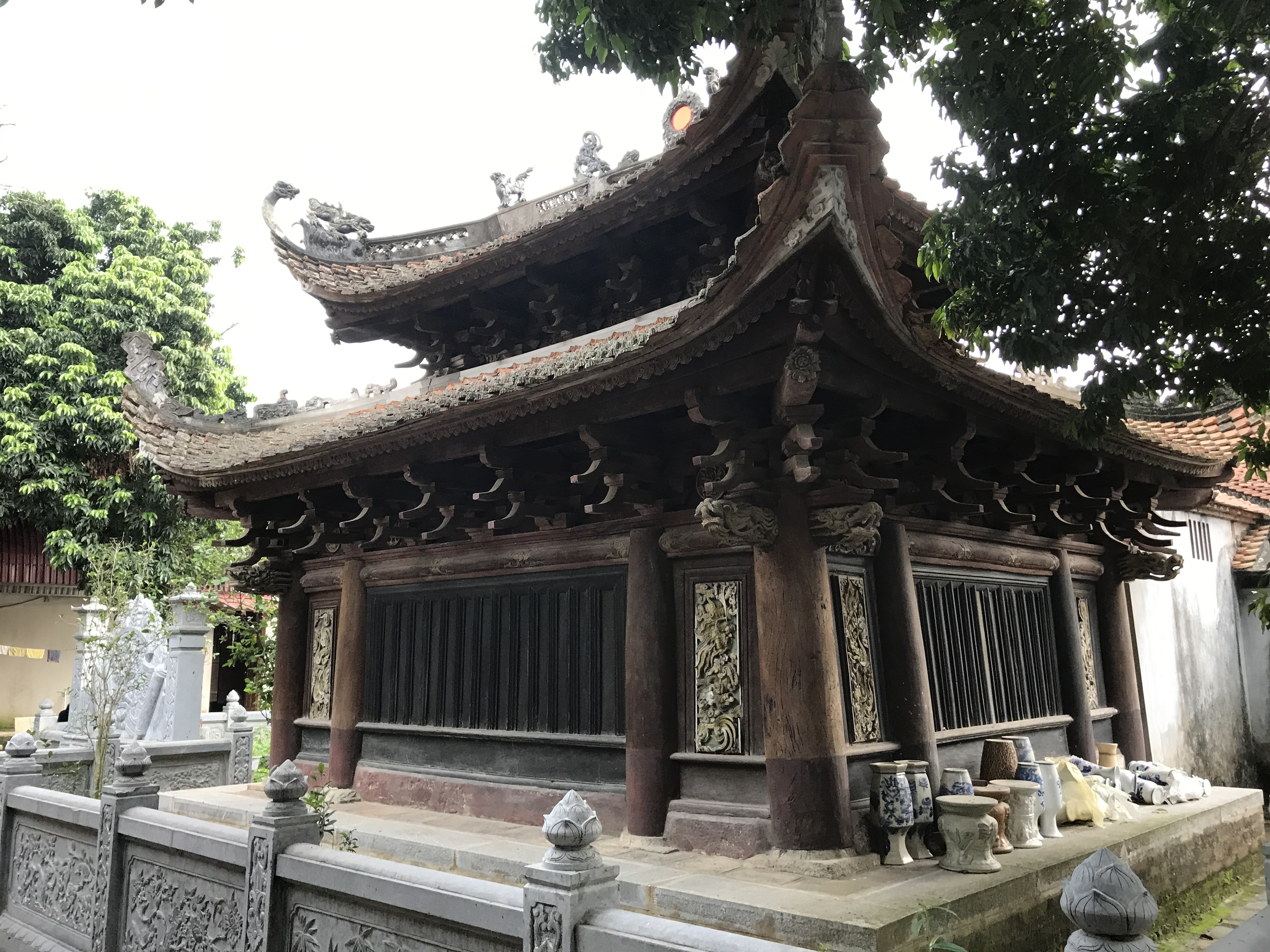
Đấu củng tại Hậu cung Đại Bi tự, Hà Nội